# Arata Fujiwara
Arata Fujiwara (Japans: 藤原新, Fujiwara Arata) (Nagasaki, 12 september 1981) is een Japanse langeafstandsloper, die is gespecialiseerd in de marathon. Hij nam eenmaal deel aan de Olympische Spelen, maar won bij die gelegenheid geen medaille.

## Loopbaan
In 2006 werd Fujiwara zesde in de halve marathon van Kagawa-Marugame. In datzelfde jaar debuteerde hij ook op de marathon met een 85e plaats in 2:38.37 bij de Lake Biwa Marathon.
Fujiwara's opvallendste prestatie was zijn tweede plaats op de marathon van Tokio in 2008. In een tijd van 2:08.40 finishte hij achter de Zwitser Viktor Röthlin, die de wedstrijd won in 2:07.23. Aan het eind van dat jaar deed hij opnieuw van zich spreken door in 2:09.47 derde te worden op de marathon van Fukuoka achter de Ethiopiër Tsegay Kebede, winnaar in 2:06.10, en zijn landgenoot Satoshi Irifune, die tweede werd in 2:09.23.
In 2012 nam hij deel aan de Olympische Spelen van 2012 in Londen. Hij kwam uit op de marathon en behaalde met 2:19.11 een 54e plaats. In de marathon van Fukuoka later dat jaar finishte hij als vierde in 2:09.31.

## Persoonlijke records
Baan
| Onderdeel | Prestatie | Datum        | Plaats   |
| --------- | --------- | ------------ | -------- |
| 5000 m    | 13.41,35  | 13 juni 2006 | Abashiri |
| 10.000 m  | 28.41,05  | 10 juni 2009 | Fukagawa |

Weg
| Onderdeel      | Prestatie | Datum            | Plaats   |
| -------------- | --------- | ---------------- | -------- |
| 20 km          | 58.25     | 5 februari 2012  | Marugame |
| halve marathon | 1:01.34   | 5 februari 2012  | Marugame |
| 25 km          | 1:14.52   | 23 februari 2014 | Tokio    |
| 30 km          | 1:30.19   | 26 februari 2012 | Tokio    |
| marathon       | 2:07.48   | 26 februari 2012 | Tokio    |

## Palmares

### 10.000 m
- 2011:  Nittai University Time Trials in Yokohama - 29.58,42
- 2012: 5e Hokuren Distance Challenge in Shibetsu - 29.00,98

### 10 km
- 2012:  Bupa London - 29.24

### halve marathon
- 2001:  halve marathon van Inuyama - 1:03.53
- 2003:  halve marathon van Imuyama - 1:03.49
- 2006: 11e halve marathon van Yamaguchi - 1:02.17
- 2012:  halve marathon van Sendai - 1:03.32
- 2013: 4e Great North Run - 1:02.44
- 2013:  halve marathon van Hakodate - 1:04.19

### marathon
- 2007: 85e marathon van Biwako - 2:38.37
- 2008:  marathon van Tokio - 2:08.40
- 2008: 16e marathon van Chicago - 2:23.10
- 2008:  marathon van Fukuoka - 2:09.47
- 2009: 61e WK in Berlijn - 2:31.06
- 2009: 61e marathon van - 2:31.06
- 2010:  marathon van Tokio - 2:12.34
- 2010:  marathon van Ottawa - 2:09.33,4
- 2011: 57e marathon van Tokio - 2:29.21
- 2012:  marathon van Tokio - 2:07.48
- 2012: 45e OS - 2:19.11
- 2012: 4e marathon van Fukuoka - 2:09.31
- 2014: 76e marathon van Tokio - 2:30.58
- 2014: 15e marathon van Gold Coast - 2:25.11
- 2015: 37e marathon van Tokio - 2:19.40
- 2015:  marathon van Hokkaido - 2:16.19